# Matematični dokaz
Dokàz je v matematiki inferenčni argument za matematično trditev. V argumentu se lahko uporabijo druge predhodno uveljavljene izjave, kot so na primer izreki. Načeloma se lahko dokaz zasleduje nazaj na samoumevne ali domnevne izjave, znane kot aksiomi, skupaj s sprejetimi pravili sklepanja. Aksiomi se lahko obravnavajo kot pogoj, ki ga je treba izpolniti, da trditev obvelja. Dokazi so primeri izčrpnega deduktivnega sklepanja ali induktivnega razmišljanja in se razlikujejo od empiričnih argumentov ali neizčrpnega induktivnega sklepanja (»razumnega pričakovanja« ali »zdrave pameti«). Dokaz mora pokazati, da je trditev vedno resnična (včasih z navedbo vseh možnih primerov in veljavnosti za vsak konkretni primer), ne pa navajati (ne)številnih primerov, za katere trditev velja. Nepotrjeno trditev, za katero se misli, da je resnična, se imenuje domneva.
Po načinu sklepanja gre pri dokazih za izrazito deduktivno sklepanje, dokazovanje pa mora biti za popoln dokaz neizpodbitno. Nekateri dokazi, ki imajo vrzeli, so izpodbojni in je zato njihova uporaba predmet skepse.

## Namen matematičnih dokazov
Dokazi se ukvarjajo z logiko, vendar navadno vključujejo tudi določeno mero naravnega jezika, zaradi česar so lahko malce nejasni. V resnici je večina dokazov v zapisani matematiki pravzaprav raba neformalne logike. V kontekstu teorije dokaza, kjer se upoštevajo formalni dokazi, takšnim ne popolnoma formalnim prikazom v matematiki pogosto rečejo »družbeni dokazi«. Z vlogo jezika in logike v dokazih se ukvarja filozofija matematike.
Včasih zadostuje, da se bralca z razumljivo skico dokaza prepriča, da se izrek dá formalno dokazati, ne da bi bilo treba zares izvesti dolg in nejasen formalen dokaz. Vendar mora biti matematično izobraženemu bralcu povsem jasno, kako bi izrek po tej skici dokazal tudi formalno iz samih aksiomov, če bi ga moral ali želel. Skica sama ni dokaz v formalnem in neizpodbojnem smislu.
Eden stebrov iz katerih dosega matematični dokaz ugled je pomen, ki ga je imela matematika za bralca. Evklidovi Elementi so bili ena temeljnih del matematične izobrazbe odraslega moža v industrijski dobi, saj je z jezikom in slikami učila tako logiko, sklepanje, prostorsko učenje in mnoge druge veščine. To je povzdignilo matematiko kot uporabno vedo in nudilo teoretično podlago mnogim intelektualcem, uporabnost pa je bila tudi dovolj jasna pri učenju geometrije.

## Tehnike dokazovanja
Ne glede na odnos posameznika do formalizma, je rezultat, za katerega se dokaže, da je resničen, izrek; v popolnoma formalnem dokazu bi bila to zadnja vrstica, ves dokaz pa bi prikazoval, kako ta vrstica sledi iz samih aksiomov. Ko je enkrat izrek dokazan, se ga lahko uporablja kot osnovo za dokazovanje nadaljnjih izjav. Tako imenovani temelji matematike predstavljajo izjave, ki se jih ne da dokazati, ali pa tega ni treba. Včasih so predstavljali glavnino študija filozofov matematike. Danes se ti osredotočajo bolj na prakso, se pravi sprejemljive tehnike. Še vedno obstaja določena skupina izrazov, ki vsebujejo nedoslednosti in so tako potrebni dokazov. Matematični dokaz je velik akademski dosežek, praviloma možen le za matematike stare do 30 let, ko so še v vrhunski pripravljenosti.
Nekatere pogoste tehnike dokazovanja so:
- direktni dokaz, kjer sklepi sledijo z logičnim kombiniranjem aksiomov, definicij in prejšnjih izrekov;
- dokaz z indukcijo, kjer se dokaže bazni primer, in indukcijski korak, s katerim se dokaže, da iz prejšnjega primera sledijo vsi naslednji (pogosto jih je neskončno);
- dokaz s protislovjem, kjer se dokaže, da se iz privzete neresničnosti izjave po logičnem sklepu pride do protislovja, zato mora biti izjava pravilna;
  - dokaz z neskončnim spustom
- konstruktivni dokaz, kjer se konstruira konkreten primer z značilnostjo, ki dokazuje, da obstaja nekaj, ki ima to značilnost;
- dokaz s surovo silo, kjer se sklep dobi tako, da se ga razdeli na končno množico posameznih primerov in se dokaže vsakega posebej.

Verjetnostni dokaz naj bi pomenil dokaz obstoja primera z metodami teorije verjetnosti – ne argument, da je izrek »verjetno« resničen. Slednji vrsti sklepanja se lahko reče »verodostojen argument«; zgled Collatzeve domneve pokaže, kako daleč je ta od pravega dokaza. Verjetnostni dokaz je ena od številnih možnosti za dokaz izrekov o obstoju, razen konstrukcijskega dokaza.
Kombinatorični dokaz vzpostavi enakost različnih izrazov tako, da pokaže, da se na različne načine štejejo isti objekti. Navadno se za prikaz tega uporablja kakšna bijektivna preslikava.
Če se želi dokazati, denimo, da »značilnost f(X) velja za nekatere X«, potem se z nekonstruktivnim dokazom dokaže, da res obstaja X, za katerega velja f(X), vendar ne pojasni, kako se lahko takšen X zares dobi. Konstruktivni dokaz pojasni tudi to.
Izjava, za katero se domneva, da je resnična, vendar še ni bila dokazana, se imenuje domneva.
Včasih je mogoče dokazati, da se določene izjave nikakor ne da dokazati z danim naborom aksiomov; glej npr. domneva kontinuuma. Presenetljivo, po Gödlovem izreku o nepopolnosti, celo v večini aksiomskih sistemov obstajajo izjave, ki se jih ne da niti dokazati, niti ovreči.
Za dokazovanje matematiki mnogokrat sedaj uporabijo računalnike, ki lahko preverijo vsaj izraz z vnosom raznolikih podatkov. Tej metodi se ugovarja, saj je izrazito podrejena programiranju testiranja.
Matematičen dokaz je bil mnogokrat ovržen, odkriti so bili primeri, ko dokaz ni veljal, kar je zahtevalo novo dokazovanje, ki bi objasnilo vrzeli. To je v veliki meri motiviralo matematike do novih aksiomov. Nova teorija o dokazih vse aksiome označuje kot induktivno definirane strukture podatkov jih preučuje kot skupino.

## Znani matematični dokazi

### Diferencialna topologija
- dokaz Smaleovega paradoksa, (Stephen Smale 1958)

### Matematična analiza
- dokaz divergence harmonične vrste, (Nicole Oresme 14. stoletje)

### Teorija grafov
- dokaz izreka petih barv, (Percy John Heawood 1892)
- dokaz izreka štirih barv, (Kenneth Appel, Wolfgang Haken 1976)

### Teorija množic
- dokaz izreka o nepopolnosti, (Kurt Gödel 1931)

### Teorija števil
- dokaz o številu praštevil, (Evklid 4. stoletje pr. n. št.)
- dokaz Fermatovega malega izreka, (Gottfried Wilhelm Leibniz 1683)
- dokaz izreka štirih kvadratov (Bachetove domneve), (Joseph-Louis de Lagrange 1777)
- dokaz transcendentnosti Liouvillovih števil, (Joseph Liouville 1844)
- dokaz Bertrandove domneve (izrek Čebišova), (Pafnuti Lvovič Čebišov 1850)
- dokaz transcendentnosti števila e, (Charles Hermite (1873)
- dokaz o številu transcendentnih števil, (Georg Ferdinand Cantor 1874)
- Cantorjev diagonalni dokaz, (Georg Ferdinand Cantor 1877)
- dokaz transcendentnosti števila π, (Ferdinand von Lindemann 1882)
- dokaz praštevilskega izreka, (Charles-Jean de La Vallée Poussin, Jacques Salomon Hadamard 1896)
- dokaz Erdős-Kacevega izreka, (Paul Erdős, Mark Kac 1940)
- dokaz, da π ni Liouvillovo število, (Kurt Mahler 1953)
- dokaz iracionalnosti Apéryjeve konstante {\displaystyle \zeta (3)\!\,}, (Roger Apéry 1978)
- dokaz Fermatovega velikega izreka, (Andrew Wiles 1995)
- dokaz Tanijama-Šimurove domneve, (Breuil, Conrad, Diamond in Richard Taylor 1999)
- dokaz Catalanove domneve, (Preda Mihăilescu 2002)

## Neodočljive izjave
Izjava, ki ni niti dokazljiva niti nesprejemljiva na osnovi množice aksiomov, se imenuje neodločljiva (na osnovi teh aksiomov). Eden od zgledov je aksiom vzporednosti, ki ga ni mogoče ne dokazati ne zavrniti na osnovi drugih aksiomov evklidske geometrije.
Matematiki so pokazali, da v Zermelo-Fraenkelovi teoriji množic z aksiomom izbire (ZFC) obstajajo številne trditve, ki (ob predpostavki, da je ZFC skladen) niso ne dokazljive ne nesprejemljive.
Gödelov (prvi) izrek o nepopolnosti kaže, da številni za matematika zanimivi aksiomatski sistemi vsebujejo neodločljive izjave.